# 三谷秀甫
三谷 秀甫（みたに しゅうほ、1989年9月17日 - ）は、日本のソングライター、編曲家、音楽プロデューサー。東京都出身。BIG ISLAND RECORDS 所属。

## 人物
中学からギターを始め、高校、大学とバンド活動をしていた。本格的に音楽活動を始めるきっかけは、大学1年時にリットーミュージックの「最強プレイヤーズコンテスト」にギタリストとして入賞したこと。

## 提供作品

### アーティスト
IDOLATER
- 消せない・・・（作曲）

藍井エイル
- 星が降るユメ（共編曲）（TAMATE BOXと共作）

中孝介
- 証（編曲）

家入レオ
- ずっと、ふたりで（共編曲）（編曲は杉山勝彦と共作）

AKB48グループ
- AKB48
  - ごめんね、好きになっちゃって…（共編曲）（杉山勝彦、谷地学と共作）
  - おはようから始まる世界（作曲・編曲）
  - 屋上から叫ぶ（作曲・編曲）
  - また会える日まで（作曲・編曲）
  - 臆病なナマケモノ （作曲・編曲）
  - タイムマシン不要論（作曲）

- SKE48
  - 反射的スルー（共編曲）（杉山勝彦、谷地学と共作）
  - 花の香りのシンフォニー（編曲）
  - ありがとうは言いたくない（作曲・編曲）
  - 100年経ったら Kiss me!（作曲・編曲）
  - 純情川（作曲・共編曲）（藤代佑太郎と共作）

- HKT48
  - 仮想恋愛（共作曲・共編曲）（BASSICKと共作）
  - 僕はやっと君を心配できる（作曲・共編曲）（藤代佑太郎と共作）
  - こんな時代に...（作曲・共編曲）（藤代佑太郎と共作）

- NGT48
  - シャーベットピンク（共作曲）（TAMATE BOXと共作）
  - 渡り鳥たちに空は見えない（作曲）
  - 一瞬の花火（作曲・編曲）

- STU48
  - 息をする心（作曲）

erica
- たとえば今日、世界が終わったとしても（共作曲）（ericaと共作）

川嶋あい
- Nonsense（編曲）

XOX
- 夏空（作詞・作曲）

倉木麻衣
- Light Up My Life（編曲）

群青の世界
- 青空モーメント（作曲）

坂道シリーズ
- 乃木坂46
  - 硬い殻のように抱きしめたい（共編曲）（杉山勝彦、谷地学と共作）

- 櫻坂46
  - 制服の人魚（作曲・編曲）

- けやき坂46
  - 沈黙した恋人よ（共編曲）（杉山勝彦、谷地学と共作）
  - 男友達だから（作曲・編曲）

- 吉本坂46
  - めっけもん

佐香智久
- 大丈夫（共編曲）（naoと共作）

JASMINE
- Destiny Roses（作曲・共編曲）（吉村隆行と共作）

私立恵比寿中学
- まっすぐ（共編曲）（杉山勝彦と共作）

青春高校3年C組
- 君のことをまだ何にも知らない（共編曲）（杉山勝彦、谷地学、庄子紘樹と共作）
- 弁解オセロ（共作曲・共編曲）（杉山勝彦と共作）

TANEBI
- 再勇記（共編曲）（杉山勝彦と共作）
- スターマイン（共編曲）（杉山勝彦と共作）

Cheer song project 1st unit
- エール（作詞・作曲・編曲）

超ときめき♡宣伝部
- 青春アンセム（共編曲）（杉山勝彦と共作）

土岐隼一
- Mr. Innocence（共作詞・作曲）（RUCCAと共作）

ドラマチックレコード
- 瞬間ドラマチック（作詞・作曲・編曲）
- バンソウコウ（作詞・作曲・編曲）
- マリンブルー・スクランブル（作詞・共作曲）（藤代佑太郎と共作）
- 君はソナチネ（作詞・作曲・編曲）
- 夜空のよすが（共作曲）（藤代佑太郎と共作）
- 無敵あざとイズム（共作曲）（Kairi Murotaniと共作）
- 好きになってもいいですか（作曲）

notall
- サクラパノラマ（作詞・作曲・編曲）

First place
- さだめ（共編曲）（杉山勝彦、谷地学と共作）

FIVE STARS
- 夕焼けオレンジ（共編曲）（杉山勝彦と共作）

フジコーズ
- 思い出泥棒（作曲・編曲）

武藤彩未
- センチメンタルスカイ（共作詞・作曲）（武藤彩未と共作）

RAINZ
- 好きなんて（共編曲）（杉山勝彦、谷地学、庄子紘樹と共作）
- 虹（共編曲）（杉山勝彦、谷地学、庄子紘樹と共作）

ラストアイドル
- ヒーローなんかなりたくない（作曲・編曲）
- 独り言の存在証明（共編曲）（RIRIKOと共作）

### アニメ・ゲーム
ウマ娘 プリティーダービー STARTING GATE
- タイキシャトル（大坪由佳）
  - 直感ノープロブレム！（編曲）
- テイエムオペラオー（徳井青空）
  - 帝笑歌劇〜讃えよ永久に〜（編曲）

乖離性ミリオンアーサー
- 歌姫アーサー（内田真礼）
  - Falsetto My Heart（作曲）

SSSS.GRIDMAN
- 宝多六花（宮本侑芽）,新条アカネ（上田麗奈）
  - もっと君を知りたい（作曲）

五等分の花嫁
- 中野家の五つ子
  - これからも五等分（編曲）
  - はつこい（編曲）

SSSS.DYNAZENON
- 山中暦（梅原裕一郎）
  - 透明人間（作詞・作曲・編曲）